# Alekszandr Nyevszkij-székesegyház
Az Alekszandr Nyevszkij-székesegyház (bolgárul: Храм-паметник „Свети Александър Невски“, transzliteráció: hram-pametnik „Szveti Alekszandar Nevszki”) bolgár ortodox templom Szófiában. A neobizánci stílusban épült templom a bolgár pátriárka székesegyháza, egyike a keleti ortodoxia legnagyobb templomainak, továbbá Szófia egyik jelképe és fő látványossága.

A katedrális

1879-ben merült fel először egy székesegyház építésének ötlete, az orosz–török háború (1877–78) befejezését követően Alekszandr Nyevszkij és Bulgária oszmán hatalom alóli felszabadításában elesett orosz katonák emlékére. Az alapkövet 1882-ben tették le. Az építkezés lényegében 1904 és 1912 között zajlott. 1916-ban, miután Bulgária hadba lépett az Orosz Birodalom ellen, a templomot átszentelték Cirill és Metód templomának, 1920-ban azonban visszakapta korábbi nevét, az Alekszandr Nyevszkij-székesegyházat.
Az Alekszandr Nyevszkij-székesegyház keresztkupolás bazilika egy hangsúlyos középső kupolával. A katedrális aranyozott kupolája 45 méter magas, harangtornya 50,52 m. A templomnak tizenkét harangja van, melyek összsúlya 23 tonna. A legnehezebb 12 tonna, a legkönnyebb pedig 10 kg. A beltér márvánnyal, ónixszal és malachittal van díszítve. A középső kupolán a Miatyánk olvasható vékony arany betűkkel. Alapterülete körülbelül 3170 m², és 5000 ember befogadására képes. A katedrálisban található a Bolgár Nemzeti Múzeum ikonrészlege.